# Кортезе, Сандро
Алеcсандро «Сандро» Кортезе (нем. и итал. Sandro Cortese; род. 6 января 1990, Оксенхаузен, ФРГ) — немецкий мотогонщик, чемпион мира по шоссейно-кольцевых мотогонок MotoGP в классе Moto3 сезона 2012 года. В сезоне 2016 выступает в классе Moto2 за команду «Dynavolt Intact GP» под номером 11.

## Биография
Сын итальянца и немки, он начал свою спортивную карьеру в возрасте девяти лет из соревнований на мини-байках и стал чемпионом Германии и чемпионом Европы по этому виду спорта. После этого участвовал в чемпионате Германии ITM в классе 125cc и закончил сезон на 10-м.
В чемпионате мира по шоссейно-кольцевым мотогонкам MotoGP дебютировал в 2005 году в классе 125сс с командой «Kiefer-Bos-Castrol Honda». Сезон закончил на 26-м месте в общем зачете, набрав 8 очков. Наиболее удачными были гонки в Чехии и Турции, которые закончил на 14-м месте. Следующий сезон, в 2006 году, начал с командой «Elit – Caffè Latte Honda», которая была чемпионом 2005 года; его напарником стал действующий чемпион мира в классе 125сс Томас Ярости. В том сезоне Сандро несколько улучшил свои результаты, заняв 17-е место в общем зачете с 23 очками, самым высоким местом было 10-е в Португалии.
В 2007 году его команда была переименована в «Emmi – Caffè Latte», поставщиком мотоциклов стала Aprilia. Ярости перешел в высший класс (250 сс), результаты же Сандро снова улучшились. Он трижды финишировал 7-м (во Франции, Италии и Германии), а сезон вообще закончил на 14-м месте с 66 очками.
В сезоне 2008 года продолжил сотрудничество с командой, выступая на Aprilia RSA 125. Начало года выдалось удачным — на первых четырех этапах приезжал 8-м. Всего за этот сезон он стал единственным гонщиком в классе 125сс, который доехал до финиша все гонки чемпионата, при этом получил очки на всех этапах, кроме Китайского. В свой актив записал также один быстрейший круг на Гран-При Малайзии. Сезон закончил с 141 очками на 8-м месте.
Сезон 2009 года начал в финской команде «Ajo Motorsport» на байке Derbi RSA 125. Завоевал один поул, трижды был на подиуме. Сезон закончил 6-м со 130-ю очками.
В 2010 году продолжил выступать за команду «Ajo Motorsport». Завоевал один поул, дважды был на подиуме. Сезон закончил 7-м со 143-мя очками.
В сезоне 2011 перешел к немецкой команды «Intact-Racing Team Germany», где получил в свое распоряжение Aprilia RSA 125. Дважды приезжал вторым (в Катаре и Португалии), после чего одержал свою первую победу в карьере на Гран-При Чехии. Это была его 109-а гонка в MotoGP. В сезоне в целом одержал 2 победы (еще одну в Австралии), 6 раз финишировал на подиуме. Сезон закончил 4-м с 225-ю очками.
Сезон 2012 года начал в новой команде — финской «Red Bull KTM Ajo». Впервые за свою карьеру сел на мотоцикл KTM. С начала сезона продемонстрировал серьезность своих намерений на чемпионство: на первых двух этапах приехал 3-м, на третьей гонке в Португалии победил. За весь сезон лишь дважды приезжал ниже подиума (2 шестых места во Франции и Японии). Выиграв 8 июля 2012 года гонку в Заксенринзи, Сандро стал первым немецким пилотом за последние 41 год, здесь побеждали. 21 октября на Гран-При Малайзии, за два этапа до финиша, досрочно стал чемпионом мира в классе Moto3.
Одержав победу в молодом классе, Сандро на сезон 2013 решил перебраться к более сильному класса Moto2. Для выступлений в нем он заключил контракт с командой «Dynavolt Intact GP», где в свое распоряжение получил мотоцикл Kalex Moto2. Дебютный сезон прошел тяжело для немца. Он лишь несколько раз финишировал в очковой зоне, а лучшим его результатом стало 10-е место на Гран-При Арагона.
В сезоне 2014 Кортезе продолжил выступать за команду «Dynavolt Intact GP» в Moto2. Его результаты несколько улучшились. Так, на Гран-При Индианаполиса он смог финишировать на 6-м месте, а уже в следующей гонке, в Брно, впервые поднялся на подиум с момента перехода в класс Moto2, заняв 3-е место. Всего в сезоне с 85 очками Кортезе финишировал на 9-м месте.
В следующем сезоне Сандро продемонстрировал аналогичные результаты, завоевав один подиум (третье место в Японии), заняв в общем 11-е место в общем зачете.